# Le Petit Vietnam

Le Petit Vietnam est un documentaire franco-suisse réalisé par Philippe Rostan, sorti en 2007.

## Synopsis
Noyant-d'Allier, une cité minière vouée à l'abandon, a vu l'arrivée des rapatriés d'Indochine en 1955 la transformer en un village métissé mi-français mi-vietnamien connu dans la région comme le lieu d'une intégration réussie d'une communauté asiatique au cœur de la France profonde... Une preuve que 'vivre ensemble', au fin fond de l'Allier, n'est pas impossible.

## Fiche technique
- Réalisation : Philippe Rostan
- Producteur Filmover production
- Scénario : Philippe Rostan
- Musique: Charlie Nguyen Kim
- Mixage : Bruno Tarrière
- Montage : Nguyen Minh Tâm
- Cadreurs : Philippe Rostan, Vincent Rostan, Wilfrid Sempé
- Pays d'origine :  France /  Suisse
- Durée : 60 minutes
- Dates de sortie :
  -  France : 4 avril 2007

## Autour du film
- Le petit Vietnam est une approche positive — sans être angélique — de la diversité.
- Dans ce film on peut voir les thèmes récurrents de Philippe Rostan : le métissage, la guerre d'Indochine, l'identité française, les centre d'accueil post-coloniaux.